# Bagplot

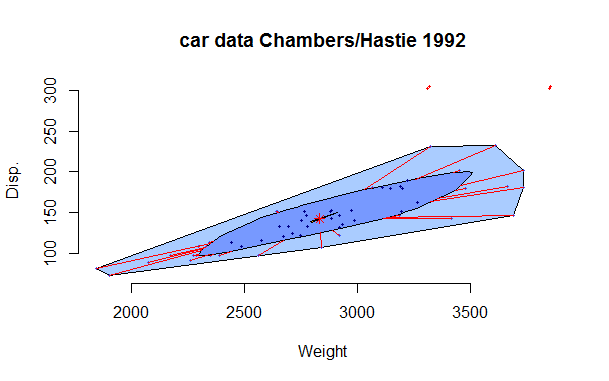
Exemple de bagplot créé en langage R.

Un bagplot, est une méthode de statistiques robustes permettant de visualiser des données statistiques bidimensionnelles ou tridimensionnelles, analogue à la boîte à moustaches unidimensionnelle classique. Introduit en 1999 par Rousseuw et al., le bagplot permet de visualiser l'emplacement, la dispersion, l'asymétrie et les valeurs aberrantes d'un ensemble de données.

## Construction
Le bagplot se compose de trois polygones imbriqués, appelés le « sac », la « clôture » et la « boucle ».
Le polygone intérieur, appelé le sac, est construit grâce à la profondeur de Tukey, le plus petit nombre d'observations qui peuvent être contenues par un demi-plan passant également par un point donné. Il contient au plus 50 % des points de données
Le polygone le plus extérieur des trois, appelé clôture, n'est pas dessiné dans le cadre du bagplot, mais est utilisé pour le construire. Il est formé en gonflant le sac d'un certain facteur (généralement 3). Les observations en dehors de la clôture sont signalées comme des valeurs aberrantes.
Les observations qui ne sont pas marquées comme aberrantes sont entourées d'une boucle, l'enveloppe convexe des observations à l'intérieur de la clôture.
Un symbole astérisque (*) près du centre du graphique est utilisé pour marquer la médiane de Tukey, le point de profondeur de Tukey la plus élevée possible. Les observations entre le sac et la clôture sont marquées par des segments de ligne, sur une ligne jusqu'à la médiane de profondeur, les reliant au sac.La version tridimensionnelle se compose d'un sac intérieur et extérieur. Le sac extérieur doit être représenté avec transparence afin que le sac intérieur reste visible.

## Propriétés
Le bagplot est invariant par transformations affines du plan et robuste contre les valeurs aberrantes.